# Lycodon capucinus
Lycodon capucinus F.Boie, 1827 è un serpente appartenente alla famiglia Colubridae, noto con il nome di serpente lupo comune.

## Biologia

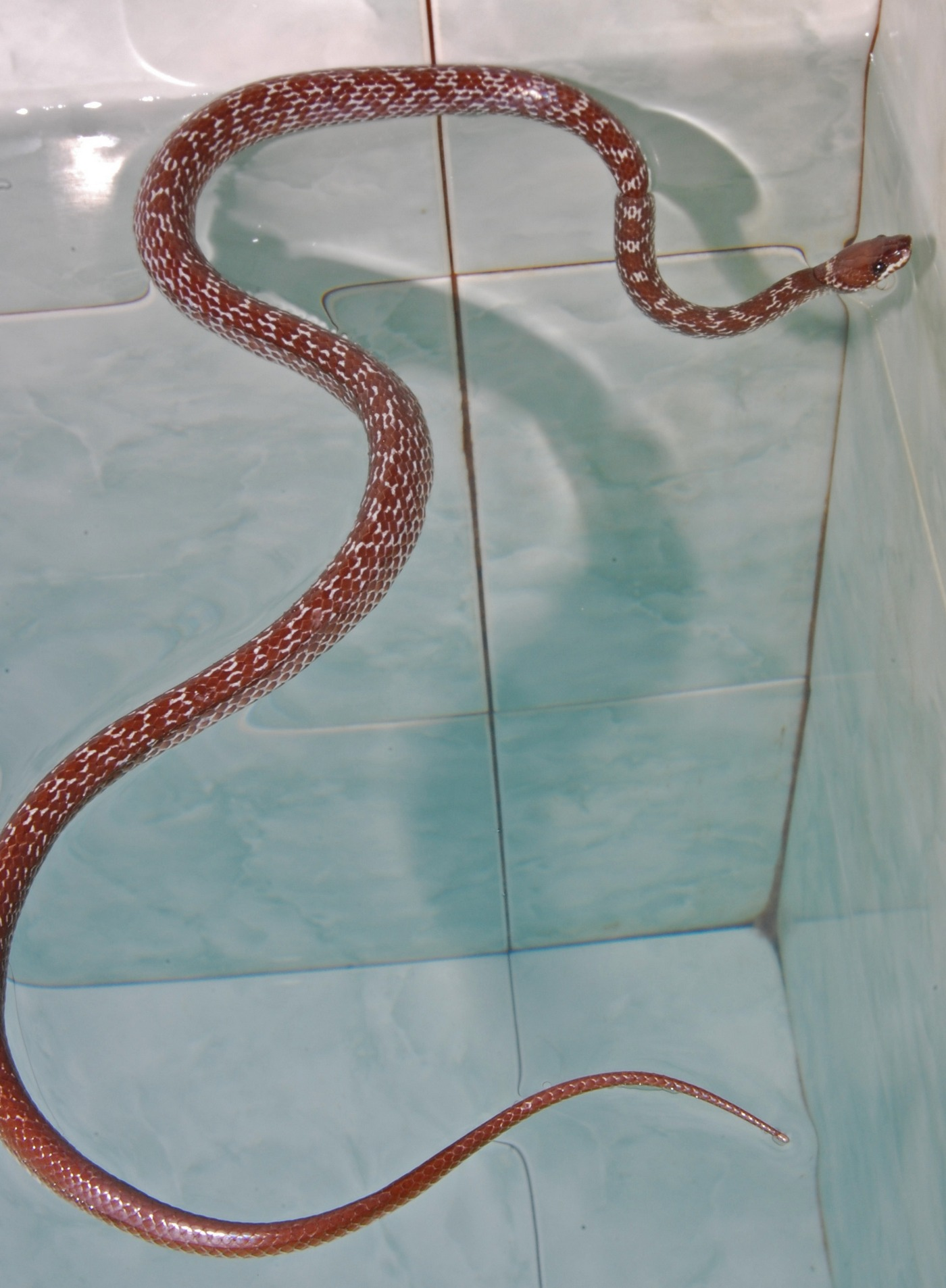
Lycodon capucinus

Lycodon capucinus si nutre prevalentemente di piccole lucertole come gechi e scinchi, che lo rende comune per gli esseri umani a causa della abbondanza di prede nei centri abitati.

## Distribuzione e habitat
Il serpente lupo comune lo si ritrova in Australia (Isole Cook), Birmania, Cambogia, Thailandia, Vietnam, Singapore, Laos, Cina sudorientale, Hong Kong, Bangladesh, India (Isole Andamane), Indonesia  (Sumatra, Giava, Bali, Sumbawa, Sumba, Komodo, Flores, Lomblen, Isola Alor, Sawu, Isola Roti, Timor, Wetar, Babar, Kalao, Salajar, Buton, Sulawesi), Penisola malese, Johor, Besar, Maldive, isole Mascarene (Mauritius, Riunione), e nelle Filippine (Bantayan, Cebu, Cuyo, Leyte, Luzon, Pampanga, Masbate, Mindanao, Mindoro, Isola Negros, Palawan, Panay, Samar).